# Labrocerus obscurus
Labrocerus obscurus är en skalbaggsart som beskrevs av Sharp 1885. Labrocerus obscurus ingår i släktet Labrocerus och familjen ängrar. Inga underarter finns listade i Catalogue of Life.